# Kener González
Kener Nicolas González Mosquera (ur. 5 października 2005 w Balboi) – kolumbijski piłkarz występujący na pozycji środkowego pomocnika, od 2024 roku zawodnik Internacionalu Palmira.